# Simon van Slingelandt
Simon van Slingelandt (ur. 14 stycznia 1664 w Dordrechcie, zm. 1 grudnia 1736 w Hadze) – holenderski polityk, obywatel Dordrechtu, wielki pensjonariusz Holandii (Raadpensionaris van Holland) od 17 lipca 1727 do 1 grudnia 1736. Jako wielki pensjonariusz prowincji Holandii, dającej 2/3 wszystkich dochodów podatkowych Republiki był w centrum władzy.

## Młodość i początki kariery politycznej
Rodzina Slingelandtów miała bardzo długie tradycje patrycjuszowskie i urzędnicze. Przykładowo Jan de Slingelandt został w 1385 roku rajcą w Dordrechcie. W 1631 roku do miejskiej kaplicy Św. Andrzeja wstawiono grobowiec Barthouta van Slingelandta. Govert Barthoutszoon van Slingelandt w latach 1731-1776 kilkakrotnie funkcję burmistrza Dordrechtu. Wywodził się on z bocznej, z punktu widzenia naszego bohatera, linii rodziny.
W roku 1653 wielki pensjonariusz Holandii Johan de Witt mianował ojca Simona, a swego bliskiego przyjaciela Goverta van Slingerlandta pensjonariuszem Dordrechtu. W roku 1664 Govert został członkiem rady stanu i był nim do śmierci w 1690 roku, wtedy miejsce w radzie przejął Simon. Matką Simona van Slingelandta była Arnoudina van Beaumont (1635-1702) pochodząca z elity Dordrechtu. Jej ród, podobnie jak Slingelandtowie, a może nawet bardziej, cenił dobre wykształcenie. Ojciec Armoudiny był sekretarzem Stanów Holandii i Zachodniej Fryzji. Jej dziadkiem był znany w swym czasie poeta Simon van Beaumont, najprawdopodobniej to właśnie po nim otrzymał swe imię pierwszy syn Arnoudiny i Goverta. Ponieważ Simon van Slingelandt urodził się w Dordrechcie, musiało to się stać nieco przed wyjazdem Goverta do Hagi (14 stycznia 1664 roku), ponieważ zapewne odczekał nieco czasu, aż żona odpocznie po wyczerpującym i dość niebezpiecznym w tych czasach porodzie. Kolejne dzieci Slingelandtów; Govert Johan (1665-1703) i Elisabeth (1671-1695) przyszły na świat już w Hadze.

## Członek rady stanu Unii
Szwagier Slingelandta, ożeniony z jego młodszą siostrą Elisabeth, François Fagel (1659-1746) pełnił od 1690 roku funkcję greffier-a Stanów Generalnych, które to stanowisko objął po śmierci swego ojca Henrika Fagela. Trudno stwierdzić ile znaczyło to dla kariery i wpływów Slingelandta, ale zapewne sporo. Mało wiadomo na temat wcześniejszego okresu pełnienia przez Slingelandta wspomnianych funkcji. Wiadomo, że chwalono go powszechnie za petycje Rady Stanu do Stanów Generalnych, ale nie wiadomo jaki procent z nich ułożył sam Slingelandt. Do kompetencji rady stanu należała również opieka nad skarbowością Republiki i nadzór nad siłami milicji, a więc był on odtąd stale zaangażowany w prace związaną z obronnością kraju, jako że w całej Europie słowo milicja oznaczało wówczas nie siły, ale przede wszystkim armię zastępczą. Zgodził się, by Jan Wilhelm Friso (stadhouder w prowincjach Fryzja i Groningen) został kapitanem -generalnym (Captain-General) tj. naczelnym dowódcą wojsk, lecz zablokował uzyskanie przezeń stanowiska stadhoudera wszystkich prowincji.
W 1715 roku, ujawniła się daleko idąca różnica zdań między Heinsiusem a Slingelandtem, co do koncepcji polityki zagranicznej po zakończeniu wojny o sukcesję hiszpańską. Heinsius skłaniał się ku przyjaźni z Francją i jej regentem Filipem II Orleańskim. Slingelandt był daleko mniej podejrzliwy wobec zamiarów brytyjskich i zachęcał do wstąpienia w sojusz obronny z Wiedniem i Londynem w swym tekście: Consideratien over de defensive alianten, welke jeegenwordig aangeboden worden aan den Staat in conjunctie met Groot Britannien. Slingelandt obawiał się tego wplątania Republiki w sprawy włoskie, jeśliby przyjęła ona na siebie zobowiązania sojusznicze wobec cesarza.
Na sesję Stanów Generalnych przygotował (28 listopada 1716 roku do 14 września 1717. serię pism dotyczących propozycji politycznej centralizacji Republiki. Van Slingelandt miał zdecydowanie republikańskie poglądy i starał się utrzymać Dynastię Orańską z dala od politycznych decyzji. Simon van Slingelandt był sekretarzem rady stanu (Secretaris van de Raad van State, 1690–1725), a następnie generalnym skarbnikiem unii (Thesaurier-Generaal van de Unie, 1725–1727). Ponieważ był znany z reformatorskich zapędów; zwłaszcza zaś chęci ograniczenia władzy Orańczyków musiał przed przyjęciem na te urzędy przysiąc, że nie będzie zmieniał panującego ustroju. Slingelandt był mocno oburzony, lecz przystał na to. Mimo to odnotował wiele sukcesów, zwłaszcza w polityce zagranicznej. Udało mu się nadać swemu państwu (po raz ostatni w dziejach) wielkie znaczenie na arenie międzynarodowej. Pod względem ideologicznym Slingelandt był typowym holenderskim republikaninem, ale i w pewnym sensie konserwatystą, ponieważ jako przedstawiciel klasy rządzącej nie starał się zmienić ustroju państwa, lecz wzmocnić efektywność pracy administracji poprzez centralizację i utworzenie ministerstw z prawdziwego zdarzenia o szerokich kompetencjach, których decyzje byłyby słuchane na równi przez patrycjuszowskich urzędników wszystkich siedmiu prowincji tworzących Republikę.

## Generalny skarbnik
W latach 1725–1727 Slingelandt był generalnym skarbnikiem Republiki. Slingelandt miał wątpliwości związane ze swoim zaawansowanym wiekiem (miał już 61 lat) i kiepskim zdrowiem. Jednak gdy 27 października tego roku zmarł Jacob Hop, Slingelandt został nowym thesaurier-generaal van der Unie. Jako skarbnik, zachował wpływ na sprawy zagraniczne. Pod jego wpływem 9 sierpnia 1726 roku Republika Zjednoczonych Prowincji wstąpiła do sojuszu hanowerskiego, pod przewodnictwem Londynu i Wersalu, wymierzonemu przeciw osi: Wiedeń-Madryt. Slingelandt bardzo aktywnie zaangażował się w politykę pomagając Brytyjczykom przekonać Hiszpanów by porzucili sojusz z cesarzem, a więc pomagał w robieniu czegoś podobnego, co dwa lata wcześniej Hiszpanie próbowali wobec Francuzów i „poczwórnego sojuszu”. W tym okresie Brytyjczycy zdecydowanie postrzegali Slingelandta jako swojego człowieka w Hadze.

## Wielki pensjonariusz Holandii
17 lipca 1727 roku Slingelandt został wielkim pensjonariuszem Holandii i Zachodniej Fryzji, a więc de facto, ministrem spraw zagranicznym całej Republiki z ograniczonymi kompetencjami, co jednak uważał za krok do tyłu w swojej karierze, ponieważ został najwyższym urzędnikiem najsilniejszej prowincji, podczas gdy jego marzeniem i zamiarem było zawsze naprawienie ustroju całej Republiki na poziomie centralnym. Całe życie służył centrali i postrzegał sprawy Republiki przede wszystkim jako politycznej całości, co z pewnością często natrafiało na niezrozumienie w prowincji Holandii.
Gdy w 1727 doszło do podziału Europy na dwa bloki polityczno-wojskowe, Slingelandt nie podzielał brytyjskiego entuzjazmu dla tworzenia kolejnych bloków nacisku polityczno-dyplomatycznego. Jego pomysły, zawarte w nieco późniejszych: Pensées impartiales et pacifiques („Myślach bezstronnych i pokojowych”) i przedstawione na kongresie w Soissons (1728-1729) zawierały postulat, by mocarstwa europejskie uznały cesarską sankcję pragmatyczną dla zachowania równowagi w Europie. W 1732 roku uczynią to Wielka Brytania i Republika Zjednoczonych Prowincji. Slingelandt starał się usilnie pogodzić Wielką Brytanię z Austrią by odtworzyć koalicję z czasów wojny przeciwko Ludwikowi XIV.
Jako zdecydowany zwolennik współpracy i sojuszu z Wielką Brytanią, który obawiał się, że bez brytyjskiej pomocy Republika Zjednoczonych Prowincji upadnie, był pośrednikiem w sporze Brytyjczyków z Austrią w roku 1731, co zakończyło się traktatem w Wiedniu, i w sporze austriacko-francuskim w roku 1736. Jednak unikał zbyt daleko idącej zależności od Londynu, co nie zawsze znajdowało zrozumienie po drugiej stronie kanału. Pod jego wpływem Republika ogłosiła neutralność w wojnie o sukcesję austriacką (1733-1738), co związało ręce Brytyjczykom, zamierzającym włączyć się w konflikt.

## Znaczenie
Lata 1736-1795 to lata politycznego rozkładu Republiki, przed którym Slingelandt ostrzegał. Do jego dzieł, a bardziej jeszcze do jego haseł odwoływali się oranżyści wzmocnieni traktatem z Prusami (1732) i mariażem brytyjskim (1734), w których to posunięciach, Slingelandt, choć anty-oranżysta, nie przeszkadzał.
Jako drudzy dziełami i propozycjami Slingelandta zainteresowali się holenderscy patrioci, zarówno zwolennicy arystokracji, jak i demokraci. Pisma Slingelandta o potrzebie i planach reformy państwa, które zostały wydane w wiele lat po jego śmierci w latach 1784–1785. Uważano wówczas, że właśnie jego dzieła mogą posłużyć za drogowskaz, przy zmianie administracyjnego kształtu Republiki. Dopiero w XIX wieku, w zmienionych znacznie warunkach politycznych zrealizowano niektóre z centralizacyjnych pomysłów Slingelandta. Johan Rudolph Thorbecke (1798-1872), uważany przez wielu za najważniejszego holenderskiego polityka XIX wieku, liberał i główny autor nowej konstytucji (1848) ograniczającej władzę monarchy (od kongresu wiedeńskiego ten republikański par excellence naród znajduje się pod władzą monarchii) uznawał Slingelandta za rodzaj swojego mistrza i wzór. Zdaniem jednego z największych ekspertów od historii Republiki Zjednoczonych Prowincji, A.T. van Deursena postać Slingelandta i jego działalność polityczna i urzędnicza to klucz do poznania całościowego obrazu praktyki polityczno-administracyjnej dawnej Republiki Niderlandzkiej.